# تیبوژده
تیبوژده (به صربی: Tibužde) یک منطقهٔ مسکونی در صربستان است که در ناحیه پچینیا واقع شده‌است. تیبوژده ۱٬۲۴۳ نفر جمعیت دارد.